# Ruine Liebenberg (Waldviertel)
Die Ruine Liebenberg ist die Ruine einer Burg im Westen des Dorfes Liebenberg in der Marktgemeinde Ludweis-Aigen im Bezirk Waidhofen an der Thaya in Niederösterreich.
Urkundlich wurde mit der Burg 1175 ein Otto von Liebenberg genannt. Von der ehemaligen Burganlage ist noch ein hoch aufragender Rest einer Bruchsteinmauer erhalten.
Ein Zusammenhang der Ruine Liebenberg zur doch etwas entfernten Hausberganlage mit der Kapelle Liebenberg ist noch ungeklärt.